# Attignawantan
Attignawantan (Medvjeđi narod; Bear People; Attignaouentan, Attignousntan), vodeće pleme konfederacije Huron ili Wendat (Ouendat), koju negdje 1400.-te godine osnivaju zajedno s plemenom Attigneenongnahac. Attignawantani su imali 14 sela 1638. godine a nastanjivali zapadnu Huroniju (Wendake), kraj uz Georgian Bay, dok su prema istoku, odnosno jezeru Simcoe držala plemena Ataronchronon, Tahontaenrat, Arendahronon i Attigneenongnahac. Attignawantani uništenjem hjuronskog saveza od strane Irokeza, pobjegoše 1649. među drugo srodno pleme koje nije bilo s njima u savezu, to su Duhanski Indijanci. Irokezi potom na zimu posljednjeg mjeseca 1649 napadnu i na Tionontate, pa svega 1,000 Attignawantana i Tionontata, potom izbjegoše na otok Mackinac kod Sault Ste. Marie gdje provedoše zimu. Napadi Irokeza nastavit će se i 1851. što ih je nagnalo da se povuku sve do otoka u Green Bayu u Wisconsinu. Na području SAD-a ujedinjeni Attignawantani i Duhanski Indijanci postat će poznati kao Wyandot, a njihovi potomci pod ovim imenom i danas žive u Okalhomi i Kansasu. 

## Vanjske poveznice
- Huronia[neaktivna poveznica]
- A Brief History of the Wyandotte Nation  Arhivirana inačica izvorne stranice od 19. siječnja 2008. (Wayback Machine)